# Parafia św. Klemensa w Zakrzewie
Parafia pw. św. Klemensa w Zakrzewie – parafia rzymskokatolicka przynależąca do dekanatu rawickiego archidiecezji poznańskiej. 
Początki parafii sięgają drugiej połowy XIV wieku. Obecny kościół wzniesiony ok. 1610 roku.   
W kościele parafialnym znajduje się zabytkowy obraz Maryi, Matki Jezusa, od połowy XVII wieku czczony przez okolicznych mieszkańców jako Matka Boża Pocieszenia.   

## Terytorium
Zakrzewo, Kawcze, Zwierzęcina - leśniczówka, Żołędnica - Nowe Osiedle, Annopol - folwark.